# Вікторія (острів, Росія)
Вікто́рія (рос. Виктория) — невеликий острів, розташований в Північному Льодовитому океані, є крайнім північно-західним суходолом Росії, адміністративно відноситься до Приморського району Архангельської області.

## Географія
Розташований за 60 км на схід від норвезького острова Квітоя, на пів-дорозі між архіпелагом Шпіцберген та Землею Франца-Йосифа.
Довжина острова становить приблизно 5 км, ширина — 2,5 км. Острів є одним з «льодовикових шапок» за визначенням М. М. Зубова. Більшу частину території острова займає льодовиковий купол, виключенням є лише невелика коса. Висота купола сягає 105 м, біля берега він стрімко уривається до моря.
Найпівнічніша точка острова — мис Книповича.

## Історія
Острів був відкритий 20 липня 1898 року норвезькими капітанами Йоганнесом Нільсеном та Людвігом Себулонсеном. Наступного дня острів помітив П. В. Нільсен, капітан парової яхти «Вікторія» і був названий на честь цього корабля. Оскільки острів розташований поза межами полярних володінь Норвегії, які були затверджені договором про Шпіцберген 1920 року, він вважався нічиєю землею, допоки СРСР не заявив на нього свої права декретом від 15 квітня 1926 року. Норвегія офіційно заявила супротив і навіть в 1929–1930 роках намагалася зайняти острів.
В 1932 році радянський науковий корабель «Микола Кніпович» обійшов острів навколо, екіпаж висадився на нього і підняв на острові радянський прапор як на найзахіднішому острові Радянської Арктики. Це зробив 29 серпня 1932 року С. В. Попов, капітан корабля. З 1 листопада 1959 року на острові діяла полярна станція «Острів Вікторія», яку обслуговували до 5 співробітників. З 1985 року і до початку 1990-их років на острові розміщались війська ППО — 40-а окрема радіолокаційна рота 3-го радіотехнічного полку 4-ї дивізії 10-ї окремої армії ППО. 1 квітня 1994 року була законсервована полярна станція. Планувалось, що острів увійде до складу національного парку «Російська Арктика», але так і не був туди включений.